# شیورت
شیورت (به آلمانی: Schürdt) یک شهر در آلمان است که در راینلاند-فالتس واقع شده‌است.

## خصوصیات
شیورت ۲۶۲ نفر جمعیت دارد.